# Newport (Rhode Island)
Newport ist eine Stadt im Newport County im Bundesstaat Rhode Island an der US-amerikanischen Ostküste. Sie liegt rund 100 km südlich von Boston. Das U.S. Census Bureau hat bei der Volkszählung 2020 eine Einwohnerzahl von 25.163 ermittelt.

## Geschichte
Die 1639 gegründete Stadt wurde 1640 mit Portsmouth vereinigt. 1654 wurde ein dauerhaftes Bündnis mit den Städten Providence und Warwick eingegangen. Vor der Amerikanischen Revolution war die Stadt längere Zeit relativ wohlhabend, da sie sich, zwischen den beiden aufstrebenden Handelsstädten Boston und New York gelegen, als Zwischenstation für Handelsschiffe anbot. Bereits seit 1646 ist die Stadt bekannt für ihren Schiffbau. 1658 war Newport Gründungsort der ersten bedeutenden jüdischen Siedlung auf dem Gebiet der britischen Kolonien in Nordamerika. Während des Amerikanischen Unabhängigkeitskrieges wurde die Stadt von den Briten eingenommen und teilweise zerstört, worauf sie nie wieder ihre frühere wirtschaftliche und politische Bedeutung erreichen konnte. 
Im 19. Jahrhundert wurde die Stadt als Sommerresidenz des amerikanischen Geldadels populär. Zwei herausragende Beispiele für die in der Zeit errichteten Residenzen sind The Breakers, das Haus von Cornelius Vanderbilt, und Rosecliff. Bekannt ist Newport auch durch das Newport Jazz Festival und das Newport Folk Festival. Von 1930 bis 1983 fanden vor Newport im Regattasegeln die Wettbewerbe um den America’s Cup statt.

## Gebäude
Newport ist Sitz verschiedener Ausbildungseinrichtungen der US-Marine, unter anderem dem Naval War College. Ein Bauwerk, das zu zahlreichen Spekulationen Anlass gibt, ist die in der Oberstadt gelegene Newport-Mühle. Vom frühen Siedlungskern amerikanischer Juden zeugt die 1763 fertiggestellte und eingeweihte Touro-Synagoge, die eine der ältesten Synagogen auf dem nordamerikanischen Kontinent ist. Im Newport Casino befindet sich das Tennismuseum International Tennis Hall of Fame, auf dessen Gelände auch seit 1976 ein ATP-Turnier mit einem Rasenbelag stattfindet.

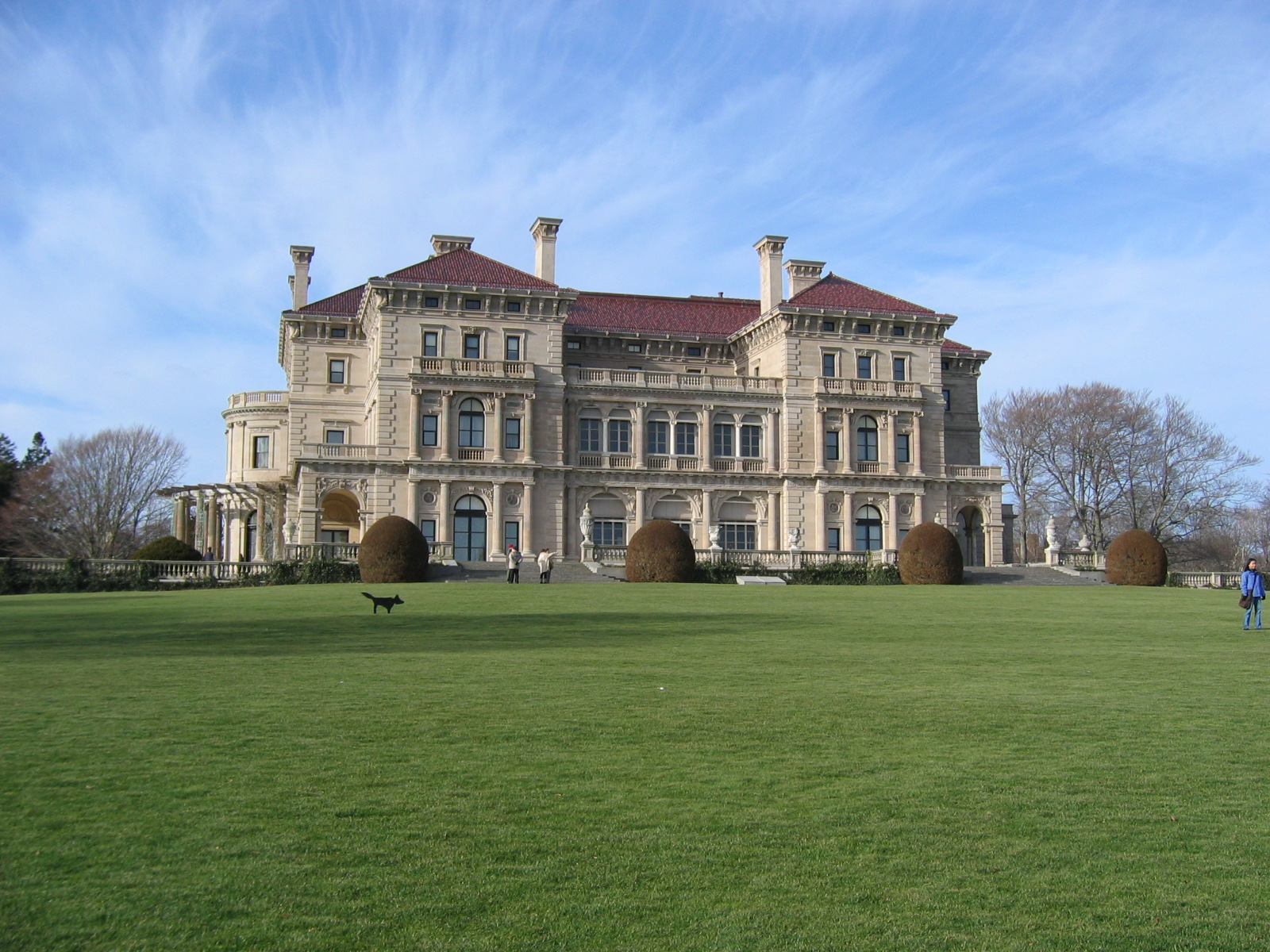
The Breakers
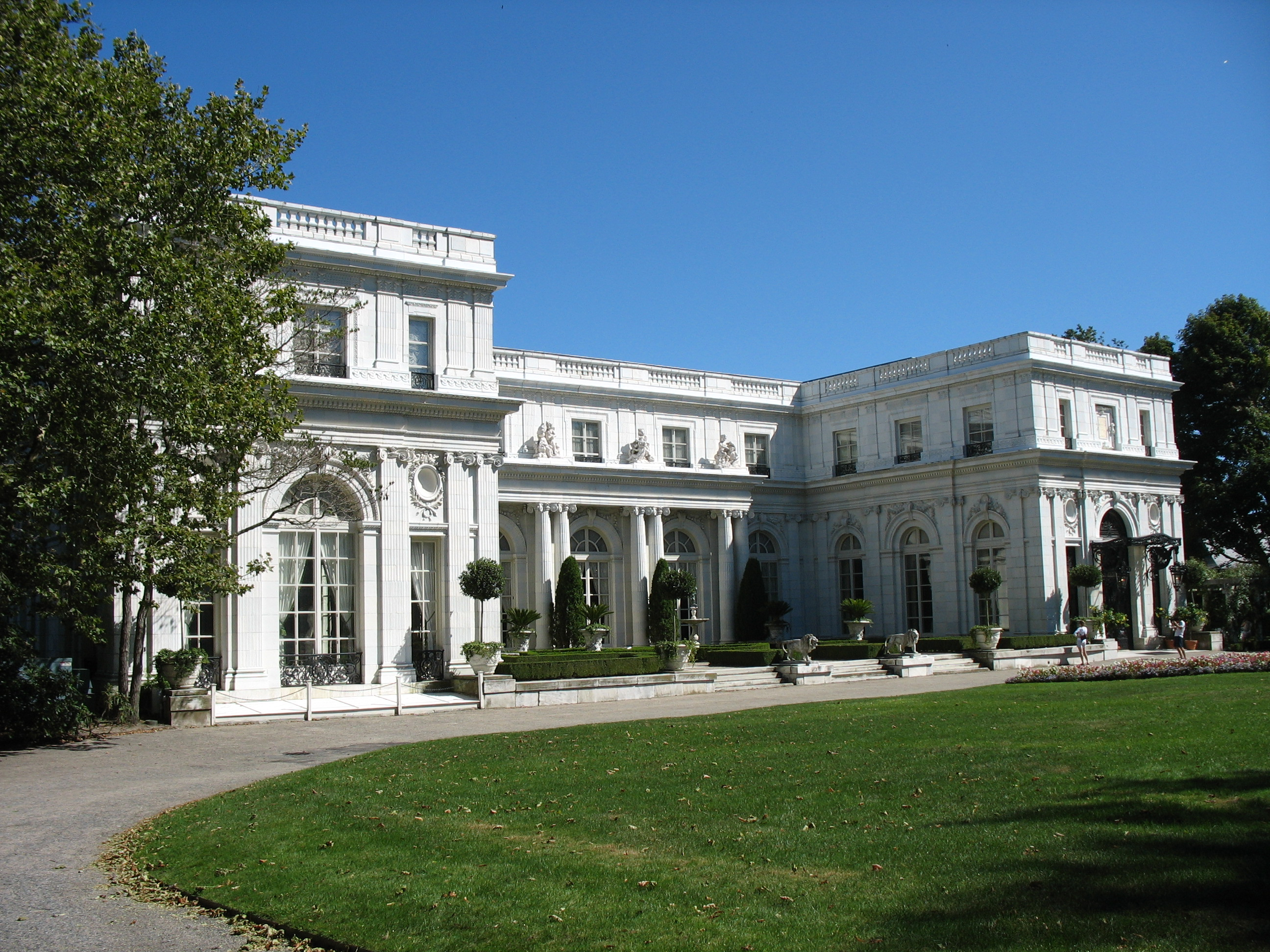
Rosecliff
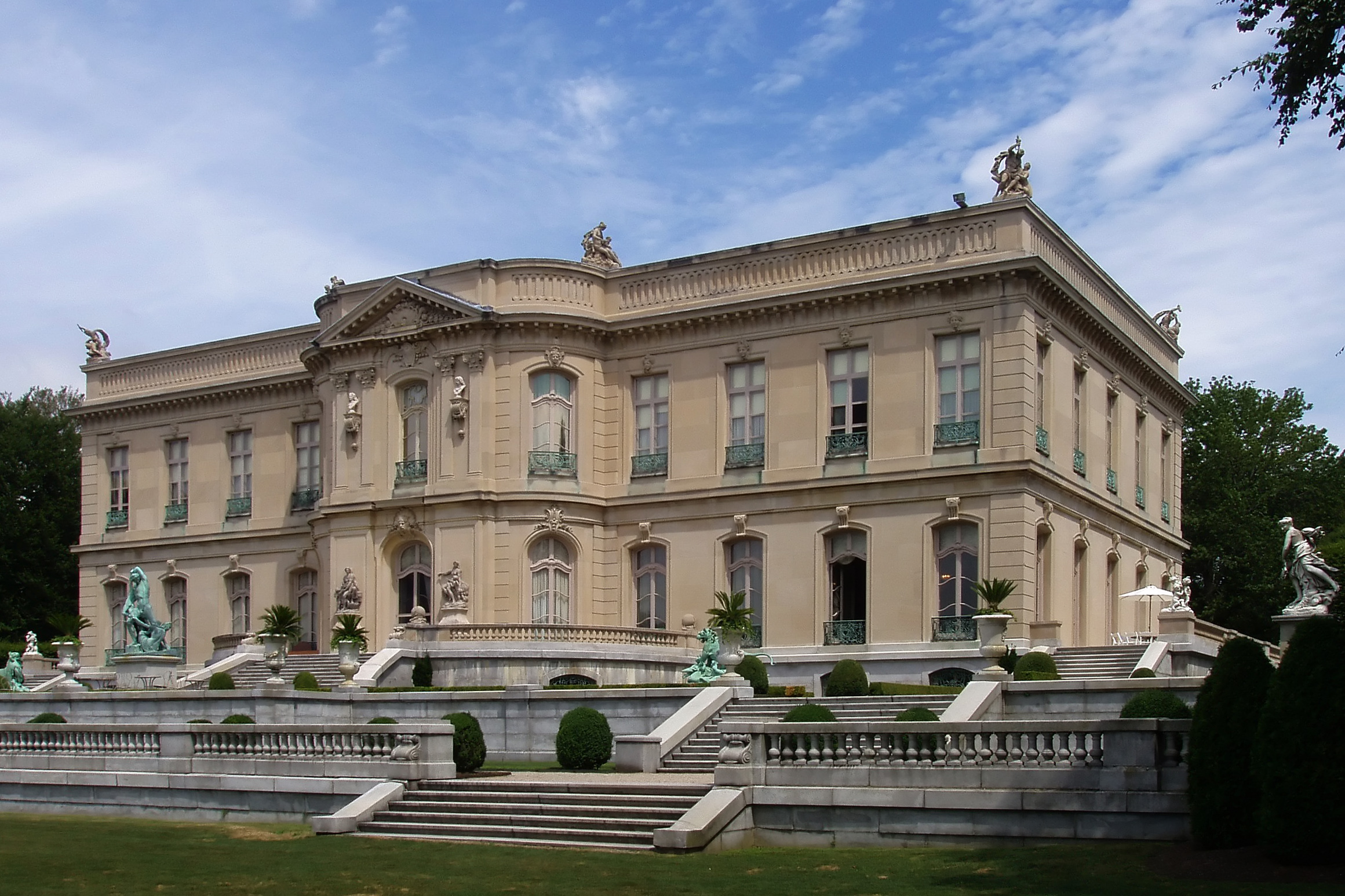
The Elms
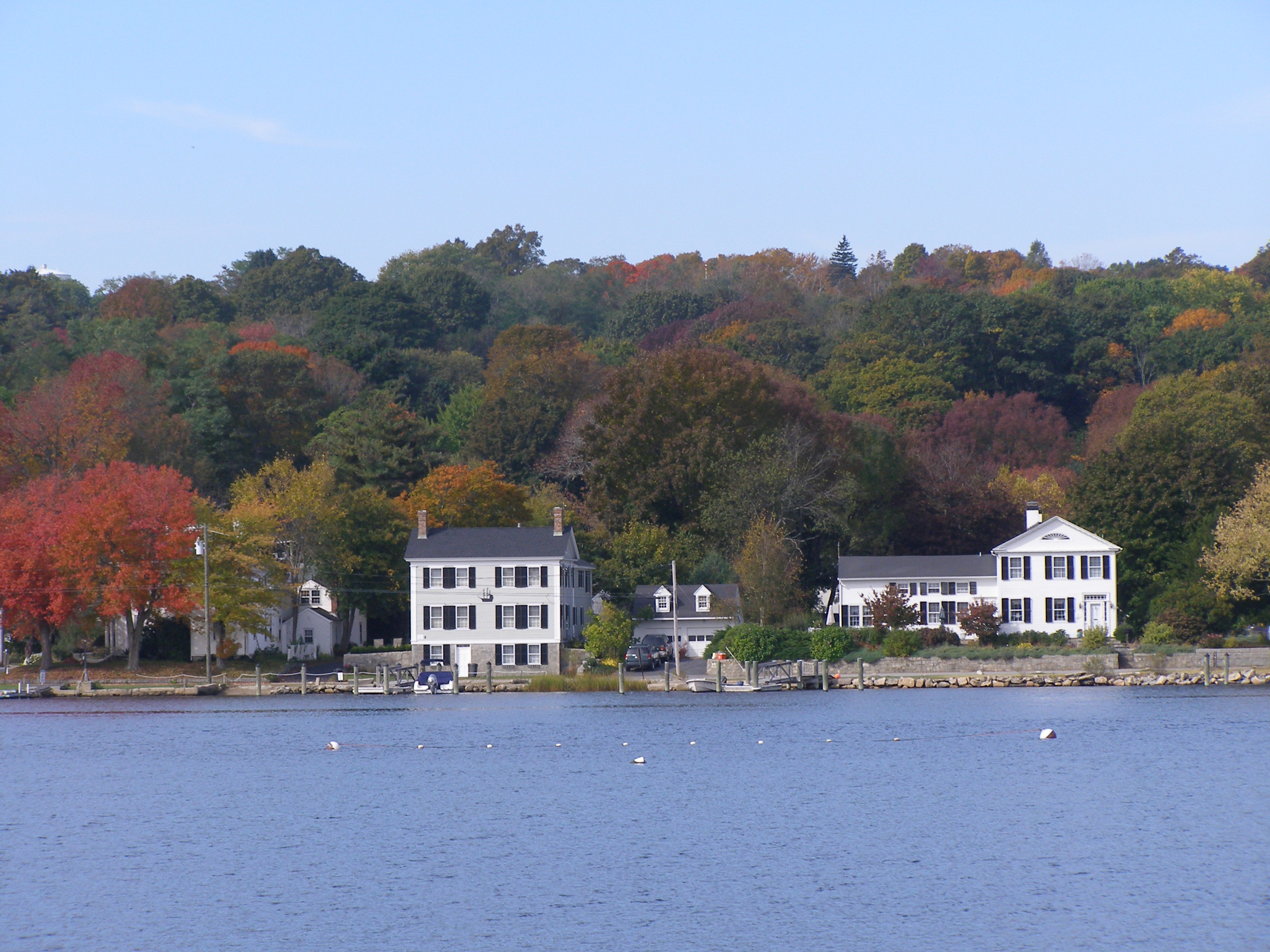
Blick auf die Strandpromenade

## Höhere Schulen
Graduiertenschulen und Hochschulen bzw. Universitäten in Newport:
- Salve Regina University
- United States Naval Academy Preparatory School (Offizierschule der Marine und der Marineinfanterie)
- Naval War College
- International Yacht Restoration School
- Community College of Rhode Island Newport Campus

## Städtepartnerschaften
- Shimoda, Japan
- Kinsale, Irland
- Ponta Delgada, Portugal
- Imperia, Italien
- Skiathos, Griechenland
- Saint John, Kanada

## Söhne und Töchter der Stadt
- John Collins (1717–1795), Politiker und Gouverneur von Rhode Island (1786–1790)
- William Ellery (1727–1820), Unterzeichner der Unabhängigkeitserklärung
- Samuel King (1748–1819), Porträtmaler, Miniaturist, Rahmenmacher, Instrumentenbauer und Lehrer
- Francis Malbone (1759–1809), US-Senator
- Christopher G. Champlin (1768–1840), US-Senator
- Christopher Ellery (1768–1840), US-Senator
- Nathaniel Hazard (1776–1820), Politiker
- William Ellery Channing (1780–1842), Prediger und Theologe
- Walter Channing (1786–1876), Geburtshelfer und Rechtsmediziner
- Henry Y. Cranston (1789–1864), Politiker
- Robert B. Cranston (1791–1873), Politiker
- Matthew Calbraith Perry (1794–1858), Seeoffizier, zuletzt im Rang eines Commodore
- George Gordon King (1807–1870), Politiker
- Charles C. Van Zandt (1830–1894), Politiker und Gouverneur von Rhode Island (1877–1880)
- Clarence King (1842–1901), Geologe
- Melville Bull (1854–1909), Politiker
- William Paine Sheffield junior (1857–1919), Politiker
- Clark Burdick (1868–1948), Politiker
- Edith Stuyvesant Vanderbilt (1873–1958), Kunstmäzenin, Frauenrechtlerin und High Society-Lady in der New Yorker Gesellschaft
- Peter Augustus Jay (1877–1933), Diplomat
- D. Putnam Brinley (1879–1963), Maler und Wandmaler
- Thomas Harper Ince (1880–1924), Filmregisseur und Filmproduzent der Stummfilmära
- John La Farge (1880–1963), römisch-katholischer Priester, der dem Jesuitenorden angehörte
- Gladys Moore Vanderbilt (1886–1965), Mitglied der wohlhabenden Vanderbilt-Familie
- Blanche Oelrichs (1890–1950), Dichterin, Drehbuchautorin und Theaterschauspielerin
- Theodora Mead Abel (1899–1998), Psychologin und Pädagogin
- James Van Alen (1902–1991), Erfinder des Tie-Break, Gründer der Tennis Hall of Fame
- Aileen Riggin (1906–2002), Wasserspringerin und Olympiasiegerin
- Van Johnson (1916–2008), Schauspieler
- Carol Lavell (1943–2023), Dressurreiterin
- Robert Mrazek (* 1945), Romanautor und ehemaliger Abgeordneter
- John Parker (* 1946), Wasserballspieler
- William Cowsill (1948–2006), Musiker und Leadsänger der Band The Cowsills
- Harry Anderson (1952–2018), Schauspieler, Drehbuchautor und Zauberkünstler
- David Munyon (* 1952), Singer-Songwriter und Gitarrist
- Lisa Nemzo (* 1952), Singer-Songwriterin
- Leon Wilkeson (1952–2001), Bassist (Lynyrd Skynyrd)
- Barry Cowsill (1954–2005), Musiker
- Tanya Donelly (* 1966), Sängerin und Gitarristin
- Mena Suvari (* 1979), Schauspielerin, Sängerin und Model
- Nadia Bjorlin (* 1980), Schauspielerin und Sängerin
- Kelly Clark (* 1983), Snowboarderin